# 盜光者
《盜光者》（直譯為「光先生」，其他中文片名有《盜光者》、《閃電竊賊》、《偷光的人》、《輕賊》），是一部在2010年上映的吉爾吉斯電影，講述一名善良電工為貧困村民竊取電力的故事。

## 劇情
為人温厚的電工光先生（導演雅坦·阿迪卡可夫飾）居於吉爾吉斯南部一個貧困的偏遠村莊，與妻子育有四個女兒，希望添個兒子。光先生極具善心，他會為無法負擔電費的人篡改電度錶，又從市政廳竊取電力以供村民使用，並為村民解決電力故障、以至個人私事；他希望村莊可以使用風能來發電，從而為民眾提供較廉宜的電力。
與此同時，政客別茲卡特（阿斯卡特·蘇萊馬諾夫飾）計劃把村民的土地售予外國開發商，又把親戚曼蘇爾（斯坦別克·托伊丘巴耶夫飾）任命為市長，藉以把反對意見邊緣化。外國開發商又以獲准介入村莊事務的決策為交換條件，答應向光先生提供財政支援，供他實現興建風力發電設施的願望，這提議遭到光先生的拒絕。

## 主題及含意
《盜光者》被認為是對吉爾吉斯民主化進程中出現的貪污、裙帶關係和經濟停滯問題作評論，但不如其他社會批判電影般強硬。在此電影中，市長曼蘇爾被視為新資本主義的代表，村委員會會議則顯得不合時宜。導演雅坦·阿迪卡可夫在訪問表示，此電影的目的並非向觀眾傳遞訊息，而是讓觀眾自行詮釋。

## 外部連結
- 互联网电影数据库（IMDb）上《盜光者》的资料（英文）
- 爛番茄上《盜光者》的資料（英文）
- 豆瓣电影上《盜光者》的資料 （简体中文）